# Cosmoscarta orithyia
Cosmoscarta orithyia är en insektsart som beskrevs av Gustav Breddin 1901. Cosmoscarta orithyia ingår i släktet Cosmoscarta och familjen spottstritar. Inga underarter finns listade i Catalogue of Life.